# Mejiro
Mejiro (目白?) es un distrito residencial de Toshima, Tokio, Japón, centrado en la estación Mejiro de la línea Yamanote. El nombre del distrito deriva de Mejiro Fudō, que es uno de los Goshiki Fudō.

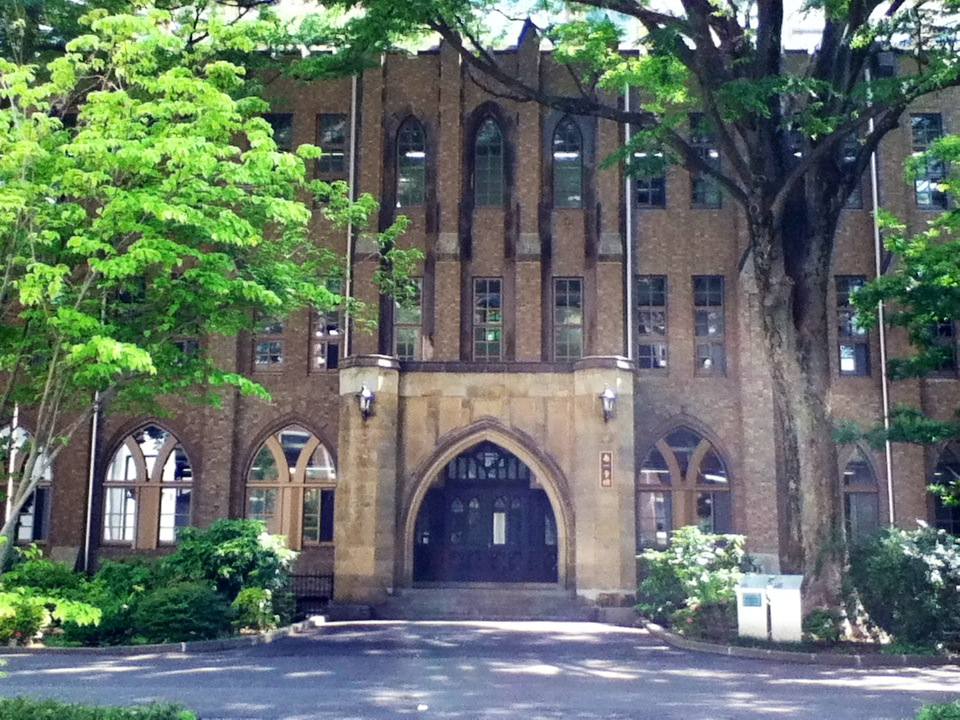
Universidad Gakushuin 1 gou kan

En Mejiro se encuentra la prestigiosa Universidad Gakushuin. La institución antecesora de la universidad se estableció en 1877 para educar a los niños de la nobleza. Entre sus antiguos alumnos se contaba la mayoría de los miembros de la actual Casa Imperial de Japón, así como el 59.º primer ministro de Japón, Tarō Asō. 
- Datos: Q3304792
- Multimedia: Mejiro, Tokyo / Q3304792